# 埃爾金 (明尼蘇達州)
埃爾金（英語：Elgin）是一個位於美國明尼蘇達州瓦巴沙縣的城市。

## 歷史
隨著鐵路沿綫的發展，埃爾金於1878年成立。此地得名自蘇格蘭的埃爾金。

## 人口
根據2020年美國人口普查的數據，埃爾金的面積為2.38平方千米，皆為陸地。當地共有人口1115人，而人口密度為每平方千米468人。